# Aeropuerto El Tari
El Aeropuerto de El Tari  (en indonesio: Bandar Udara El Tari)  (IATA: KOE, ICAO: WATT) es un aeropuerto de Kupang, Nusa Tenggara Este, Indonesia. El aeropuerto lleva el nombre de El Tari, el gobernador de Nusa Tenggara Oriental de 1966 a 1978. código OACI del aeropuerto fue cambiado de WRKK a WATT en 2004.
El 27 de noviembre de 2009, el vuelo de Air Batavia 711, operado por un Boeing 737-400 hizo un aterrizaje de emergencia después de que un problema fue descubierto con el tren de aterrizaje.

## Aerolíneas y destinos
| Aerolíneas        | Destinos |
| ----------------- | --- |
| Airfast Indonesia | Chárter: Surabaya                                                                                             |
| Batik Air         | Yakarta–Soekarno-Hatta                                                                                        |
| Citilink          | Yakarta–Soekarno-Hatta, Surabaya                                                                              |
| Garuda Indonesia  | Yakarta–Soekarno-Hatta, Surabaya                                                                              |
| Indonesia AirAsia | Denpasar |
| Lion Air          | Denpasar, Yakarta–Soekarno-Hatta, Makassar, Surabaya                                                          |
| Nam Air           | Tambolaka |
| Super Air Jet     | Surabaya |
| Susi Air          | Kisar, Lewoleba, Rote, Sabu                                                                                   |
| Wings Air         | Alor, Atambua, Bajawa, Denpasar, Ende, Labuan Bajo, Larantuka, Lewoleba, Maumere, Ruteng, Tambolaka, Waingapu |

1. ↑  «Información sobre el sitio» (en inglés). Consultado el 6 de diciembre de 2015.
2. ↑  MSc, Lionel K. Anderson. Virtual Radar - Using the SBS-1er and Basestation Software (en inglés). Lulu.com. ISBN 9781446799802. Consultado el 6 de diciembre de 2015.
3. ↑  Bali (Indonesia) Travel Guide and Maps for Tourists: Bali a comprehensive guidebook for tourists (en inglés). hikersbay. 17 de febrero de 2015. ISBN 9788365151001. Consultado el 6 de diciembre de 2015.
4. ↑  «Terbang Bersama AirAsia Menuju Kupang, NTT dari Denpasar Bali. Pemesanan dibuka mulai 1 de noviembre de 2023». de noviembre de 2023.
5. ↑  «Lion Air to launch daily Makassar-Kupang service from 21 March 2024». centreforaviation.com. Consultado el 13 de febrero de 2024.
6. ↑  «Google Travel».
7. ↑  Labuan Bajo es continuación de los vuelos a Bajawa y Ende con los mismos números